# Никитушкин, Валерий Степанович
Валерий Степанович Никитушкин (род. 11 октября 1941) — советский футболист, мастер спорта, игравший на позиции полузащитника. Известен выступлениями за клуб «Ростсельмаш».

## Биография
Родился в 1941 году. В 1960 году дебютировал во взрослом футболе в составе клуба «Ростсельмаш», который выступал в 3 зоне класса «Б» (в то время вторая по значимости футбольная лига СССР была разделена на 7 зон по географическому принципу). В дебютном сезоне закрепился в основном составе, выйдя на поле в 24 матчах первенства из 26, по итогам сезона забил один гол. В следующем сезоне также появился на поле в 24 матчах, отметившись 6 голами.
Является автором одного из голов в самом результативном матче «Ростсельмаша» за всю историю (21 мая 1961 года «Ростсельмаш» — «Спартак» (Орджоникидзе) — 9:0).
В 1962 году пополнил состав другого ростовского клуба СКА, в составе которого дебютировал в высшей лиге чемпионата СССР. В чемпионата 1962 года отыграл в 5 матчах, игроком основного состава не стал. Следующий сезон провёл в составе дублирующего состава СКА, за главную команду вышел в одном матче кубка СССР.
В 1964 году вернулся в расположение «Ростсельмаша», где занял место игрока основного состава, в первом же сезоне помог клуб подняться из третьей национальной лиги во вторую, выиграв чемпионат РСФСР, что позволило клубу следующий сезон начать во второй группе класса «А».
Закончил карьеру футболиста в 1967 году, отыграв последний сезон в составе «Ростсельмаша».
В 2015 году награждён почётным знаком «Футбольная слава Дона».